# 핀들리윗수염박쥐
핀들리윗수염박쥐(Myotis findleyi)는 애기박쥐과 윗수염박쥐속에 속하는 박쥐이다. 멕시코 서부 연안의 트레스 마리아스 제도에서만 발견된다.

## 분류 및 어원
핀들리윗수염박쥐는 19세기 말 포러(Alphonse Forrer)가 처음 발견했다. 표본은 토마스(Oldfield Thomas)가 수집하여, 검은윗수염박쥐(Myotis nigricans)에 속하는 종으로 기재했다. 포러가 수집한 표본은 1928년 캘리포니아윗수염박쥐(Myotis californicus)로 확인되었다. 트레스 마리아스 제도의 윗수염박쥐는 1978년 별도의 종 Myotis findleyi로 승격되었다. 종소명은 포유류학자이며 남서부지역의 생물학 연구에 기여한 뉴멕시코대학 박물관의 이전 큐레이터 핀들리(James Smith Findley) 박사의 이름을 따서 지었다.